# Plattentektonik

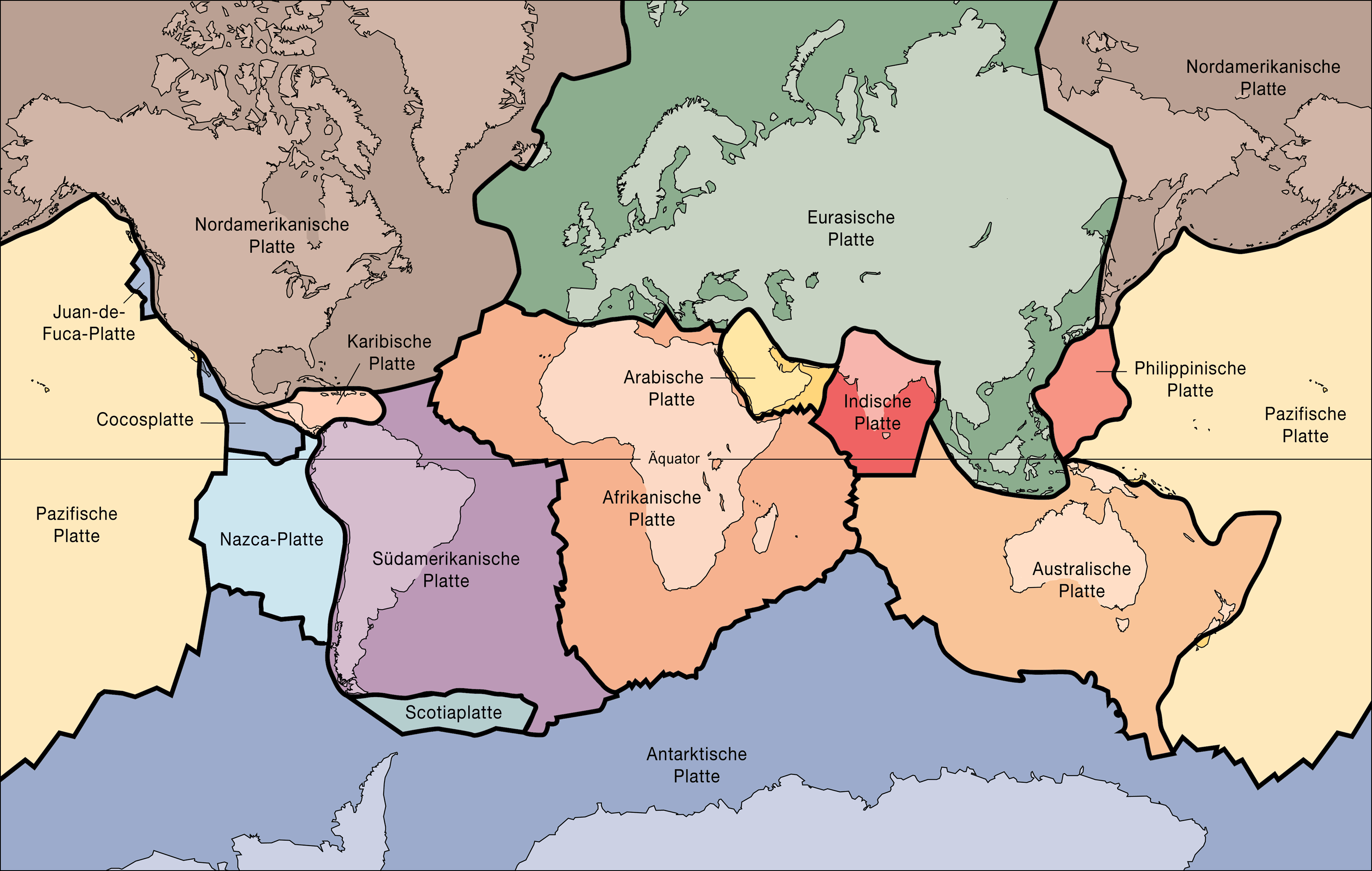
Weltkarte mit vereinfachter Darstellung der Lithosphärenplatten

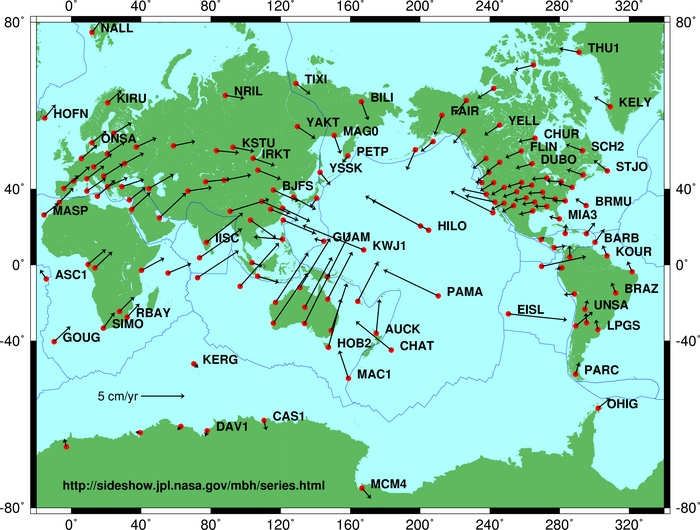
Die Kinematik der Platten. Die dargestellten Richtungen und Geschwindigkeiten der Drift wurden aus GPS-Rohdaten ermittelt.

Plattentektonik ist ursprünglich die Bezeichnung für eine Theorie der Geowissenschaften über die großräumigen tektonischen Vorgänge in der äußeren Erdhülle, der Lithosphäre (Erdkruste und oberster Erdmantel), die heute zu den grundlegenden Theorien über die endogene Dynamik der Erde gehört. Sie besagt, dass die äußere Erdhülle in Lithosphärenplatten (umgangssprachlich als Kontinentalplatten oder Erdplatten bezeichnet) gegliedert ist, die dem übrigen Oberen Erdmantel aufliegen und darauf umherwandern (→ Kontinentaldrift).
Vorrangig bezeichnet der Begriff Plattentektonik heute jedoch nicht mehr die Theorie, sondern das mittlerweile in weiten Teilen direkt oder indirekt nachgewiesene Phänomen als solches. In der Wissenschaft wird der Begriff teilweise auch auf das gesamte System bezogen, so wie wir es aus der heutigen Planetenentwicklungsphase kennen: von der Konvektion des Erdmantels (Mantelkonvektion) bis zu den an der Erdoberfläche auftretenden Folgeprozessen. Damit setzt man den Begriff Plattentektonik in Kontrast zu anderen älteren Formen der Tektonik auf unserem Planeten.
Zu den mit der Plattentektonik verbundenen Prozessen und Erscheinungen zählen die Entstehung von Faltengebirgen (Orogenese) durch den Druck zusammenstoßender Kontinente sowie die häufigsten Formen von Vulkanismus und Erdbeben.

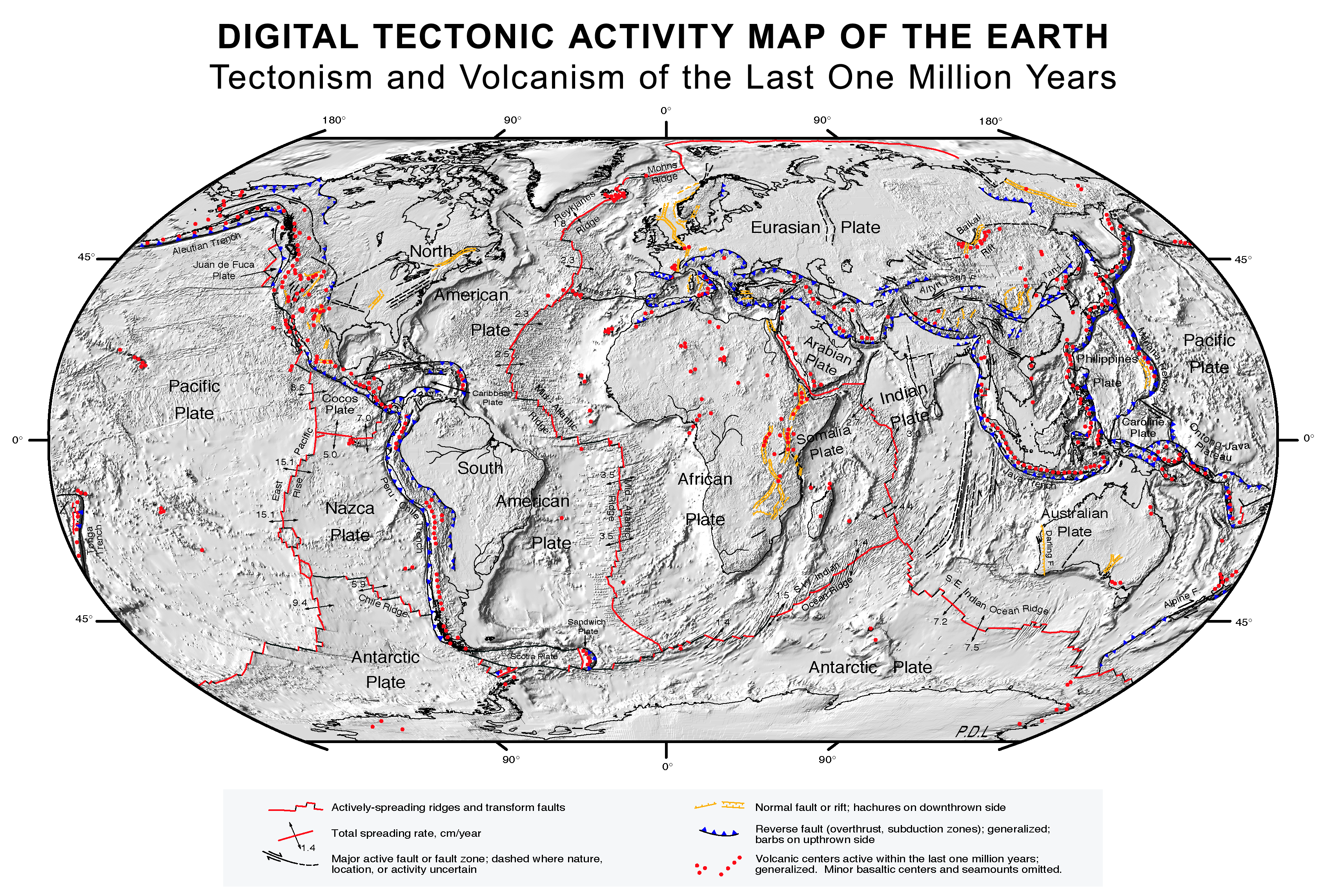
Reliefkarte der Erdoberfläche mit den Lithosphärenplatten und Angaben zur Geodynamik

## Überblick

### Die Lithosphärenplatten
Grundlegend für die Plattentektonik ist die fragmentierte Struktur der Lithosphäre. Sie ist in sieben große Lithosphärenplatten gegliedert, die auch als tektonische Platten oder (vor allem von Nicht-Geologen) als Kontinentalplatten bzw. Erdplatten bezeichnet werden:
- die Nordamerikanische Platte,
- die Eurasische Platte,
- die Südamerikanische Platte,
- die Afrikanische Platte,
- die Antarktische Platte,
- die Australische Platte und
- die Pazifische Platte, die einzige der Großplatten ohne nennenswerten Anteil an kontinentaler Kruste

Daneben gibt es noch eine Reihe kleinerer Platten wie beispielsweise die Nazca-Platte, die Indische Platte, die Philippinische Platte, die Arabische Platte, die Karibische Platte, die Cocosplatte, die Scotia-Platte sowie weitere Mikroplatten, über deren Abgrenzung jedoch teilweise noch wenig bekannt ist oder deren Existenz bislang nur vermutet wird.

### Die Bewegungen der Platten
Die Plattengrenzen werden an der Erdoberfläche meist entweder durch mittelozeanische Rücken oder Tiefseerinnen repräsentiert. An den Rücken driften die benachbarten Platten auseinander (divergierende Plattengrenze), wodurch basaltisches Magma aus dem Oberen Erdmantel emporsteigt und neue ozeanische Lithosphäre gebildet wird. Dieser Prozess wird auch als Ozeanbodenspreizung oder Seafloor Spreading bezeichnet. Er geht mit intensivem, meist unterseeischem Vulkanismus einher.
An anderen Plattengrenzen taucht im Gegenzug ozeanische Lithosphäre unter eine angrenzende (ozeanische oder kontinentale) Platte tief in den Erdmantel ab (Subduktion). An diesen konvergierenden Plattengrenzen befinden sich die Tiefseerinnen. Entwässerungsprozesse in der abtauchenden Platte führen in der oben bleibenden Platte ebenfalls zu ausgeprägtem Vulkanismus.
Die eigentlichen Kontinentalblöcke oder Kontinentalschollen aus vorwiegend granitischem Material werden – zusammen mit den umgebenden Ozeanböden sowie dem jeweils darunter befindlichen lithosphärischen Mantel – wie auf einem langsamen Fließband von den Spreizungszonen weg und zu den Subduktionszonen hin geschoben. Nur eine Kollision zweier Kontinentalblöcke kann diese Bewegung aufhalten.
Da die kontinentale Kruste spezifisch leichter ist als die ozeanische Kruste, taucht sie an einer Subduktionszone nicht zusammen mit der ozeanischen Platte ab, sondern wölbt sich stattdessen zu einem Gebirgszug auf (Orogenese). Hierbei kommt es zu komplexen Deformationsvorgängen. Zwischen der Indischen und der Eurasischen Platte findet eine Kontinent-Kontinent-Kollision statt, die ebenfalls zur Gebirgsbildung führte (Himalaya).
Darüber hinaus können zwei Platten auch horizontal aneinander vorbeigleiten (konservative Plattengrenze). In diesem Fall wird die Plattengrenze als Transformstörung (Transformverwerfung) bezeichnet.
Das Lager, auf dem die Lithosphärenplatten gleiten, befindet sich im Grenzbereich zwischen der starren Lithosphäre und der darunterliegenden, extrem zäh fließenden Asthenosphäre (engl.: Lithosphere-Asthenosphere Boundary, LAB). Die Ergebnisse seismischer Untersuchungen des Ozeanbodens im Westpazifik lassen darauf schließen, dass im Bereich der LAB zwischen 50 und 100 km Tiefe eine geringviskose Schicht existiert, die die mechanische Entkopplung der Lithosphäre von der Asthenosphäre erlaubt. Als Grund für die geringe Viskosität wird angenommen, dass der Mantel in diesem Bereich entweder teilweise aufgeschmolzen ist oder einen hohen Anteil flüchtiger Stoffe (hauptsächlich Wasser) aufweist.
Während früher die Reibung des konvektiven Mantels (engl.: convective drag) an der Basis der Lithosphärenplatten als die wichtigste Triebkraft der Plattentektonik betrachtet wurde, gelten heute eher die von den Platten selbst ausgehenden Kräfte als die entscheidenden. Der sogenannte Ridge Push („Rückendruck“) geht von der jungen, warmen, auf dem Mantel „aufschwimmenden“ und daher hoch aufragenden Kruste der Mittelozeanischen Rücken aus, die einen horizontal von den Spreizungszonen weg gerichteten Druck erzeugt. Der Slab Pull („Plattenzug“) ist der Zug, den alte, kalte Lithosphäre erzeugt, wenn sie an Subduktionszonen in den konvektiven Erdmantel eintaucht. Durch Gesteinsumwandlungen subduzierter ozeanischer Kruste in größerer Manteltiefe erhöht sich die Dichte des Krustengesteins und bleibt höher als die Dichte des sie umgebenden Mantelmaterials. Dadurch kann der Zug auf den noch nicht subduzierten Teil der entsprechenden Lithosphärenplatte aufrechterhalten werden.

## Geschichte der Theorie der Plattentektonik

### Theorie der Kontinentaldrift

Die paläobiogeographischen Verbreitungsgebiete von Cynognathus, Mesosaurus, Glossopteris und Lystrosaurus (hier stark schematisch dargestellt und nicht mit den tatsächlichen, anhand der Fossilfundstellen rekonstruierten Verbreitungsgebieten identisch) gehören zu den Belegen für die frühere Existenz von Gondwana, dem Südteil der Wegener’schen Pangaea, und damit auch für die Kontinentaldrift.

Nachdem einige Forscher bereits ähnliche Gedanken geäußert hatten, war es vor allem Alfred Wegener, der in seinem 1915 veröffentlichten Buch Die Entstehung der Kontinente und Ozeane aus der teilweise sehr genauen Passung der Küstenlinien auf beiden Seiten des Atlantiks folgerte, dass die heutigen Kontinente Teile eines großen Urkontinents gewesen sein müssen, der in der erdgeschichtlichen Vergangenheit auseinandergebrochen war. Die Passung ist noch genauer, wenn man nicht die Küstenlinien, sondern die Schelfränder, das heißt die untermeerischen Begrenzungen der Kontinente, betrachtet. Wegener nannte diesen Urkontinent Pangaea und den Prozess des Auseinanderbrechens und Auseinanderstrebens seiner Bruchstücke Kontinentaldrift. Wegener sammelte zwar viele weitere Belege für seine Theorie, jedoch konnte er keine überzeugenden Ursachen für die Kontinentaldrift benennen. Eine vielversprechende Hypothese kam von Arthur Holmes (1928), der vorschlug, dass Wärmeströme im Erdinneren genügend Kraft erzeugen könnten, um die Erdplatten zu bewegen. Zu diesem Zeitpunkt konnte sich seine Hypothese jedoch nicht durchsetzen. Otto Ampferer stellte 1941 in seiner Publikation „Gedanken über das Bewegungsbild des atlantischen Raumes“ Vorgänge dar, die das vorwegnehmen, was heute als Seafloor spreading und Subduktion bezeichnet wird.

### Ab 1960: Beweise durch geophysikalische Methoden
Der Paradigmenwechsel zum Mobilismus setzte dennoch erst etwa um 1960 vor allem durch die Arbeiten von Harry Hammond Hess, Robert S. Dietz, Bruce C. Heezen, Marie Tharp, John Tuzo Wilson und Samuel Warren Carey ein, als man grundlegend neue Erkenntnisse über die Geologie der Ozeanböden erlangte.

Muster der mit wechselnder Polarität magnetisierten ozeanischen Kruste. a) vor 5 Mio. Jahren, b) vor 2–3 Mio. Jahren, c) heute

- Man erkannte zum Beispiel, dass die Mittelozeanischen Rücken vulkanisch aktiv sind und dass dort an langen Bruchspalten große Mengen basaltischer Lava austreten, meist in Form von Kissenlava.
- Bei paläomagnetischen Messungen dieser Basalte entdeckte man, dass die wiederholte Umpolung des Erdmagnetfelds im Laufe der Erdgeschichte ein spiegelsymmetrisches „Streifenmuster“ auf beiden Seiten des Mittelatlantischen Rückens erzeugt hatte.[8]
- Außerdem erkannte man, dass die Sedimentgesteine, die die Tiefseeböden bedecken, in größerer Entfernung von den Mittelozeanischen Rücken auch immer mächtiger und älter werden.

Die einleuchtendste Erklärung für diese Phänomene war, dass der ständige Austritt basaltischen Magmas an den langgezogenen mittelozeanischen Bruchzonen Teil eines Prozesses ist, durch welchen der Ozeanboden in entgegengesetzte Richtungen auseinandergedrückt wird, sodass er sich im Laufe der Zeit immer weiter ausdehnt (Seafloor Spreading).
Da es keine Anzeichen dafür gibt, dass sich der Radius der Erde im Laufe ihres Bestehens kontinuierlich vergrößert, wie es z. B. in Careys Expansionstheorie gefordert wurde, liegt der Gedanke nahe, dass die in Form ozeanischer Kruste neu gebildete Erdoberfläche an anderer Stelle wieder verschwinden muss. Die Tatsache, dass sich in den heutigen Ozeanen (abgesehen von tektonischen Sonderpositionen wie im Mittelmeer) keine Lithosphäre findet, die älter ist als 200 Millionen Jahre (Mesozoikum), stützt diesen Gedanken. Die Hälfte der Meeresböden aller Ozeane ist nicht einmal älter als 65 Millionen Jahre (Känozoikum). Dadurch wurde die ursprüngliche Vorstellung widerlegt, nach der die Ozeane uralte Vertiefungen seien, die sich zusammen mit den Kontinenten schon bei der Formung der ersten festen Kruste um die glutflüssige Urerde gebildet hatten. Stattdessen bestehen die Ozeanböden, verglichen mit den Kontinenten, aus geologisch außerordentlich jungen Gesteinen. Unter Berücksichtigung der kontinuierlichen Ozeanbodenbildung an den Mittelozeanischen Rücken wird hieraus der Rückschluss gezogen, dass es großflächig vor dem Mesozoikum gebildete Ozeanböden gegeben haben muss, die aber wieder von der Erdoberfläche verschwunden sind.
Als Ort des Verschwindens von ozeanischer Lithosphäre wurden in den 1970er Jahren die Tiefseerinnen erkannt, die vor allem den Pazifischen Ozean umgeben. Wegen der damit verbundenen starken seismischen und vulkanischen Aktivität wird diese Zone auch als Pazifischer Feuerring bezeichnet.
- Geophysikalische Messungen offenbarten dort schräg geneigte seismische Reflexionsflächen (Wadati-Benioff-Zone), an denen ozeanische Kruste unter kontinentale (oder andere ozeanische) Kruste geschoben wird und absinkt. Typisch für diese Zonen sind die tiefen Erdbeben, deren Hypozentren in Tiefen von 320 bis 720 km liegen können. Dieser Befund wird mit den Phasenumwandlungen der Minerale in der subduzierten Platte erklärt.
- Als Unterlage, auf der die Lithosphäre seitlich driften kann, gilt die rund 100 km mächtige Asthenosphäre. Sie wird auch „Low-Velocity Zone“ (dt. „Zone langsamer Geschwindigkeit“) genannt, da sich die seismischen P- und S-Wellen nur langsam durch sie hindurchbewegen. Die niedrigen Wellengeschwindigkeiten erklärt man sich durch eine generell geringere Festigkeit der Asthenosphäre gegenüber der Lithosphäre und dem tieferen Erdmantel. Hierbei scheint die oberste Schicht der Asthenosphäre mechanisch besonders schwach zu sein und eine Art Film zu bilden, auf dem die Lithosphäre gleiten kann.[2][3]

Die neuen Methoden der Satellitengeodäsie und des VLBI, die sich in den 1990ern der Zentimeter-Genauigkeit näherten, liefern einen direkten Nachweis der Kontinentaldrift. Die Geschwindigkeit der Ozeanboden-Spreizung beträgt einige Zentimeter pro Jahr, variiert aber zwischen den einzelnen Ozeanen. Die geodätisch ermittelten Driftraten zwischen den großen Platten liegen zwischen 2 und 20 cm pro Jahr und stimmen mit den geophysikalischen NUVEL-Modellen weitgehend überein.
Neben Wegeners Theorie der Kontinentaldrift enthält die Plattentektonik auch Elemente der Unterströmungstheorie von Otto Ampferer (siehe auch Geschichte der Geologie, Permanenztheorie).

## Gebirgsbildung und Vulkanismus im Licht der Plattentektonik

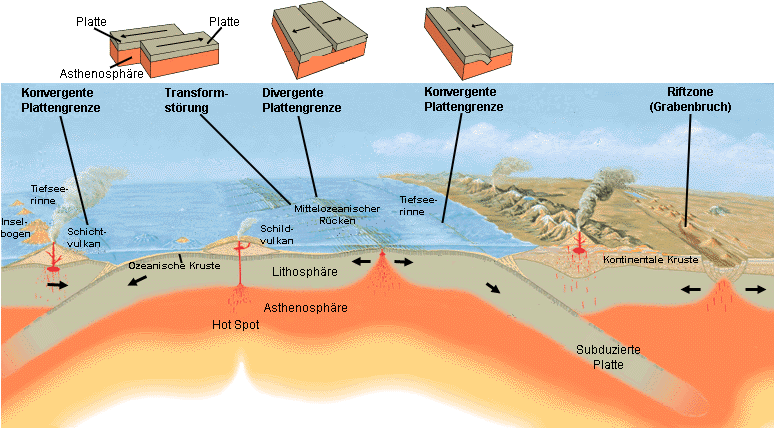
Schematische Darstellung der Prozesse entlang der Plattengrenzen und wesentlicher damit einhergehender geologischer Erscheinungen

Im Gegensatz zu der klassischen Geosynklinal-Theorie geht man heute davon aus, dass die meisten gebirgsbildenden und vulkanischen Prozesse an die Plattenränder bzw. Plattengrenzen gebunden sind. Hier entstehen als Begleiterscheinungen der sich bewegenden Platten für den Menschen bedeutsame Naturphänomene wie Vulkanausbrüche, Erdbeben und Tsunamis.
Es gibt „einfache“ Plattengrenzen, an denen zwei tektonische Platten zusammentreffen und Tripelpunkte, an denen drei tektonische Platten zusammentreffen. Nicht an Plattengrenzen gebunden sind Hotspots, die durch thermische Anomalien im unteren Erdmantel verursacht werden.

### Konstruktive (Divergierende) Plattengrenzen

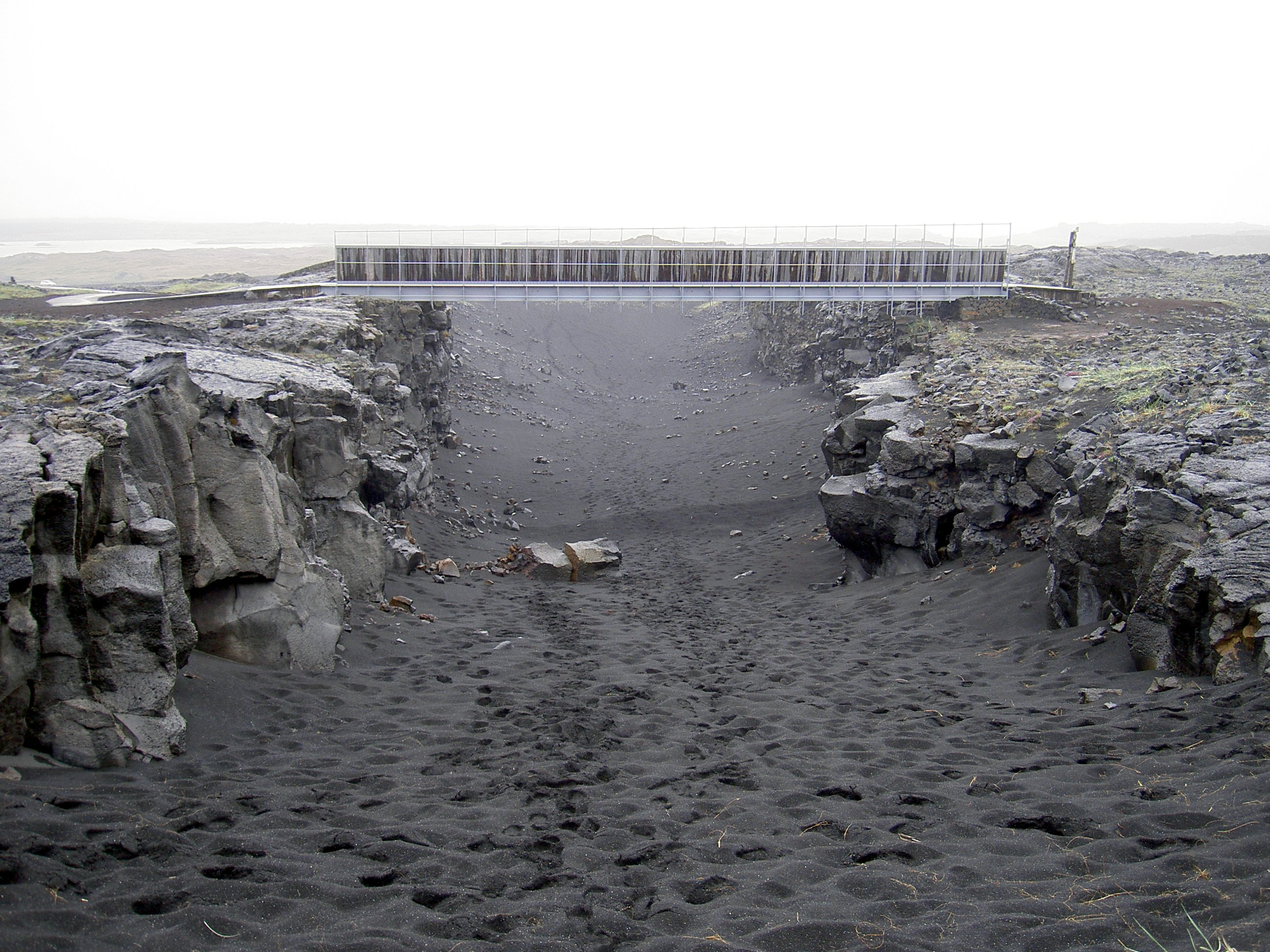
Die Fußgängerbrücke Miðlína oder Brú milli heimsálfa auf der Halbinsel Reykjanesskagi im Südwesten Islands überspannt einen Dehnungsriss in der Fortsetzung des Mittelatlantischen Rückens auf dem isländischen Festland. Sie wird – stark vereinfachend – als „Brücke zwischen den Kontinenten“ bezeichnet. Tatsächlich ist die Grenze zwischen der Nordamerikanischen und der Eurasischen Platte jedoch eine mehrere Kilometer breite Zone, die mehrere solcher Dehnungsrisse aufweist, die annähernd parallel zueinander verlaufen und schräg gegeneinander versetzt sind.

Das Auseinanderdriften zweier Platten nennt man Divergenz. Hier entsteht neue Lithosphäre.

#### Mittelozeanische Rücken
Die Mittelozeanischen Rücken (MOR) werden (als sogenannte Rücken und Schwellen) mit einer Gesamtlänge von rund 70.000 km als die größten zusammenhängenden Gebirgssysteme des Planeten Erde angesehen.
Die Flanken der MOR steigen relativ sanft an. Die Kammregion weist oft über weite Strecken Einsenkungen auf – den Zentralen Graben. An der Längsachse der MOR erfolgt die eigentliche Neubildung von Erdkruste bzw. Lithosphäre, indem dort große Mengen an größtenteils basaltischem Magma ausschmelzen, aufsteigen und kristallisieren. Nur ein kleiner Bruchteil erreicht hierbei als Lava den Meeresboden. Die junge Lithosphäre mit den frisch auskristallisierten Krustengesteinen hat im Vergleich zu älterer Lithosphäre eine geringere Dichte. Dies ist ein Grund dafür, dass die MOR sich mehrere Tausend Meter über den benachbarten Ozeanboden erheben. Mit steigendem Alter der Lithosphäre steigt deren Dichte, weshalb der Ozeanboden mit wachsender Entfernung von der Längsachse der MOR zunehmend tiefer liegt. Quer zum Zentralgraben verlaufen Bruchzonen (siehe Konservative Plattengrenzen), an denen die einzelnen Abschnitte des MOR gegeneinander versetzt sind. Daher haben die MOR keine durchgehende Kammlinie.
Ein vulkanisches Phänomen, das an die Mittelozeanischen Rücken gebunden ist, sind die Schwarzen und Weißen Raucher – hydrothermale Schlote, an denen überhitztes, mineralgesättigtes Wasser austritt. Dabei kommt es an den Schwarzen Rauchern zur Ablagerung von Erzen, die dann sogenannte sedimentär-exhalative Lagerstätten bilden.
Siehe auch Ozeanbodenspreizung.

#### Intrakontinentale Gräben (Riftzonen)
Auch Riftzonen wie der Ostafrikanische Graben, die als die erste Phase einer Ozeanbildung aufgefasst werden können, sind mit vulkanischer Aktivität verbunden. Allerdings handelt es sich nicht um konstruktive Plattengrenzen im eigentlichen Sinn. Die Plattendivergenz wird hier zu einem Großteil durch das Einsinken und Verkippen kontinentaler Krustenblöcke ausgeglichen. Charakteristisch ist die Aufwölbung der umgebenden kontinentalen Kruste, die aus der Aufheizung und damit einhergehenden Dichteabnahme der ausgedünnten Lithosphäre resultiert und sich in Form herausgehobener Grundgebirgsmassive äußert, welche die Riftflankengebirge (Riftschultern) des Grabensystems bilden.
Grabensysteme wie der Ostafrikanische Graben entstehen durch die Tätigkeit sogenannter Manteldiapire. Diese heizen die Lithosphäre auf, dünnen sie aus und wölben sie domartig auf. Die entstehenden Spannungen führen schließlich dazu, dass die Kruste nachgibt und sich dreistrahlige Grabensysteme, ausgehend von den domartigen Aufwölbungen, radial ausbreiten, wobei aufeinandergerichtete Riftstrahlen zusammenwachsen und ein langgestrecktes Grabensystem bilden. Die übrigen Äste des Riftsystems verkümmern. An den tiefreichenden Brüchen in der Kruste, die bei diesen Prozessen entstehen, steigt Magma auf, was für den typischen alkalischen Vulkanismus kontinentaler Riftzonen sorgt.
Bei zunehmender Ausweitung der Bruchzonen bilden sich schmale, langgezogene Meeresbecken, die, wie das Rote Meer, bereits mit ozeanischer Kruste unterlegt sind und sich mit der Zeit zu ausgedehnten Ozeanbecken ausweiten können.

### Destruktive (Konvergierende) Plattengrenzen
Die gegeneinander gerichtete Bewegung zweier Platten wird Konvergenz genannt. Dabei taucht entweder die dichtere der beiden Platten in den tieferen Erdmantel ab (Subduktion), oder es erfolgt eine Kollision, bei der eine oder beide Platten in den Randbereichen stark verformt und verdickt werden.

#### Kordilleren- oder Andentyp

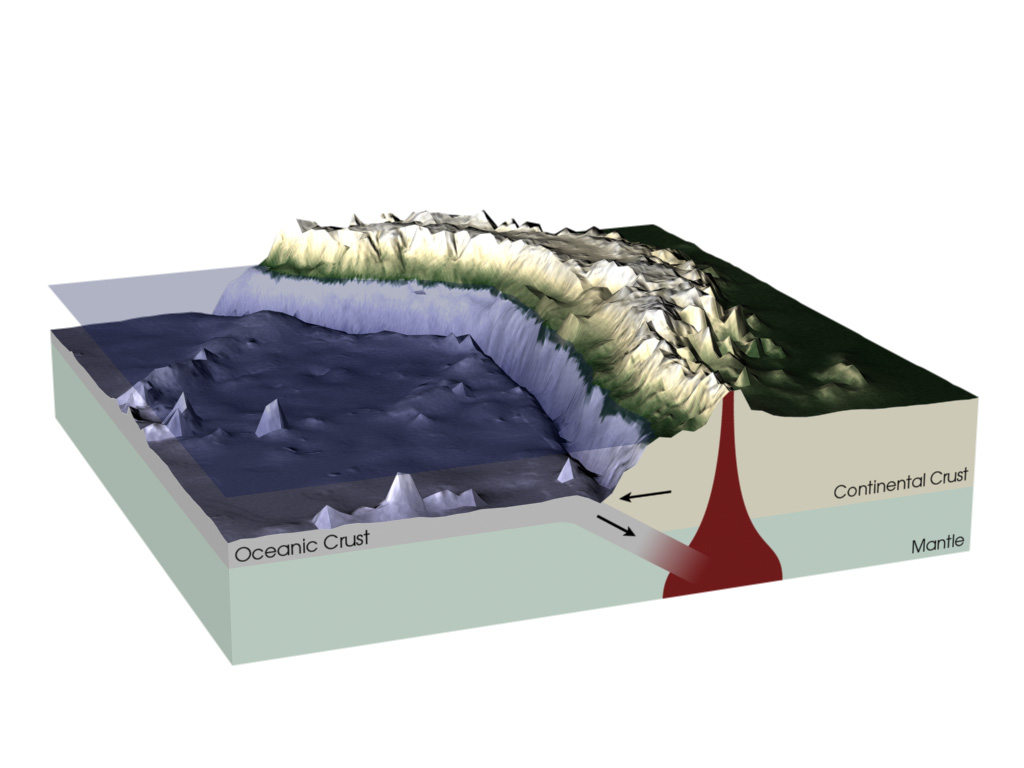
Subduktion von dichterer ozeanischer Kruste unter einen Block aus kontinentaler Kruste

Der klassische Kordillerentyp der Kettengebirge findet sich über jenen Subduktionszonen, bei denen ozeanische Lithosphäre direkt unter kontinentale Lithosphäre subduziert wird, wie an der Westküste Südamerikas.
Durch das Abtauchen der ozeanischen Platte unter den Kontinentalblock befindet sich unmittelbar an der Subduktionsfront eine Tiefseerinne. Auf dem Kontinent entsteht durch den horizontalen Druck, den die subduzierte Platte ausübt, ein Faltengebirge, jedoch ohne ausgedehnte Deckenüberschiebungen. Die erhöhten Drücke und Temperaturen der Gebirgsbildung können zu Regional-Metamorphosen und Aufschmelzungen (Anatexis) in den betroffenen kontinentalen Krustenbereichen führen.
Innerhalb des Faltengebirges bildet sich ein vulkanischer Bogen aus. Dies geht darauf zurück, dass die subduzierte Platte im Gestein gebundene Fluide – insbesondere Wasser – mit in die Tiefe transportiert. Unter den dort vorherrschenden Druck- und Temperaturbedingungen kommt es zu Phasentransformationen im Gestein, wobei Wasser aus der abtauchenden Platte in den darüberliegenden Mantel abgegeben wird. Dadurch wird die Schmelztemperatur des Mantelgesteins verringert und es kommt zu einer Teilaufschmelzung. Die zunächst basaltische Schmelze steigt durch die darüberliegende Lithosphäre auf und differenziert sich dabei zum Teil gravitativ oder vermengt sich mit Krustenmaterial. Die resultierenden zähflüssigen andesitischen bis rhyolithischen Magmen können bis an die Oberfläche gelangen und rufen dort zum Teil hochexplosive vulkanische Eruptionen hervor. Die Anden als Typusregion der Anden-Typ-Subduktion sind entsprechend auch beispielhaft für den damit verbundenen Vulkanismus, der durch zahlreiche aktive Vulkane, wie z. B. den Cerro Hudson oder den Corcovado, aber auch durch weit verbreitete fossile Lavagesteine und Ignimbrite repräsentiert wird.
Bei der Kollision von ozeanischer mit kontinentaler Kruste wird der Ozeanboden nicht immer vollständig subduziert. Kleine Reste von Meeresbodensedimenten und basaltischem Material (Ophiolithe) werden zuweilen bei der Subduktion von ihrer Unterlage „abgeschabt“ (abgeschert) und versinken nicht im Oberen Mantel. Stattdessen werden sie keilförmig auf den Kontinentalrand aufgeschoben (obduziert) und in das Kettengebirge und damit die kontinentale Kruste integriert. Da sie der Subduktionsfront am nächsten sind, erfahren sie den höchsten Druck und werden zusammen mit den übrigen Gesteinen des Kontinentalrandes gefaltet und einer Hochdruck-Niedrig-Temperatur-Metamorphose unterzogen.

#### Vulkanische Inselbögen (Marianen-Typ)
Am Westrand des Pazifiks sowie in der Karibik wird ozeanische Kruste unter andere ozeanische Kruste subduziert. Auch dort bilden sich Tiefseerinnen und vulkanische Bögen. Letztere heißen Inselbögen, weil nur die höchsten Teile der Vulkanbögen oberhalb des Meeresspiegels liegen. Die Bogenform ist auf das geometrische Verhalten einer Kugeloberfläche, wie der Erdkruste, beim Abknicken und Untertauchen eines Plattenteils zurückzuführen. Die konvexe Seite des Bogens weist dabei stets in Richtung der subduzierten Platte. Beispiele sind die Marianen, die Alëuten, die Kurilen oder die japanischen Inseln sowie die Kleinen und Großen Antillen.
Typisch für Subduktionszonen vom Marianen-Typ sind sogenannte Backarc-Becken (von engl. back für ‚hinter‘ und arc für ‚Bogen‘). Der Name verweist darauf, dass sich diese Dehnungszonen in der Kruste hinter dem Inselbogen (von der subduzierten Platte aus gesehen) befinden.

#### Kollisionstyp

Die Drift der indischen Landmasse nach Norden

Wenn die ozeanische Kruste zwischen zwei Kontinentalblöcken vollständig subduziert worden ist, geht die Anden-Typ-Konvergenz in Konvergenz vom Kollisionstyp über. Bei einem solchen Zusammenstoß wird die kontinentale Lithosphäre durch die Bildung ausgedehnter tektonischer Decken enorm verdickt (Gebirgsbildung durch Kontinentalkollision). Ein bekanntes Beispiel dafür bietet der Himalaya, der durch den Zusammenstoß des indischen Subkontinents mit der Eurasischen Platte entstand.
Nach einer mehrphasigen Gebirgsbildung (Orogenese), d. h. zeitlich versetzten Zusammenstößen mehrerer Kleinkontinente oder vulkanischer Inselbögen (sogenannte Terrane) mit einem größeren Kontinentalblock und zwischenzeitlichen Subduktionsphasen, können Ophiolithzonen die Grenze zwischen den einzelnen Kleinkontinentalblöcken anzeigen (siehe auch Geosutur). Sowohl an der West- als auch an der Ostküste Nordamerikas finden sich Anzeichen, dass der nordamerikanische Kontinent durch solche mehrphasigen Orogenesen im Laufe seiner geologischen Geschichte immer mehr Kruste ansetzte.
Das Bild kann bei schrägem Aufeinandertreffen der Blöcke, wie bei der Apenninhalbinsel im Mittelmeer, noch komplizierter werden. So gibt es Indizien, dass ozeanische Mittelmeerkruste zeitweilig sowohl unter die Afrikanische als auch unter die Eurasische Platte subduziert wurde, während die Iberische Halbinsel, der Sardokorsische Block und die Apenninhalbinsel zwischen den großen Kontinentalblöcken gegen den Uhrzeigersinn rotierten.

### Konservative Plattengrenzen (Transform-Störungen)

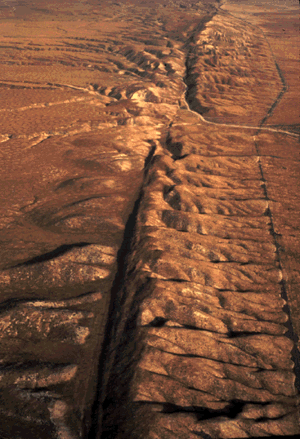
San-Andreas-Verwerfung

An konservativen Plattengrenzen oder Transform-Störungen wird Lithosphäre weder neu gebildet noch subduziert, denn die Lithosphärenplatten „gleiten“ hier aneinander vorbei. An und nahe der Erdoberfläche, wo die Gesteine spröde sind, ist eine solche Plattengrenze als Blattverschiebung ausgebildet. Mit zunehmender Tiefe ist das Gestein infolge der hohen Temperaturen nicht spröde, sondern hochviskos, d. h., es verhält sich wie eine extrem zähe Masse. Daher geht die Blattverschiebung in größerer Tiefe in eine sogenannte duktile Scherzone über.
Transform-Störungen in kontinentaler Kruste können eine beachtliche Länge erreichen und gehören, wie alle Plattengrenzen, zu den Erdbebenschwerpunkten. Bekannte Beispiele sind die San-Andreas-Verwerfung in Kalifornien oder die Nordanatolische Verwerfung in der Türkei.
An den Mittelozeanischen Rücken (MOR) gibt es nicht nur vulkanisch aktive Längsgräben, sondern auch querlaufende Störungen, bei denen es sich ebenfalls um Blattverschiebungen bzw. Scherzonen handelt. Diese zerschneiden die Flanken der MOR in unregelmäßigen Abständen und teilen den Rücken in einzelne, gegeneinander versetzte Abschnitte. Allerdings sind nur die Bereiche der Störungen, die zwischen den Zentralgräben zweier benachbarter MOR-Abschnitte verlaufen, tatsächlich auch konservative Plattengrenzen und damit Transformstörungen im eigentlichen Sinn. Auch die Transformstörungen der MOR sind seismisch aktiv.

### Hotspots

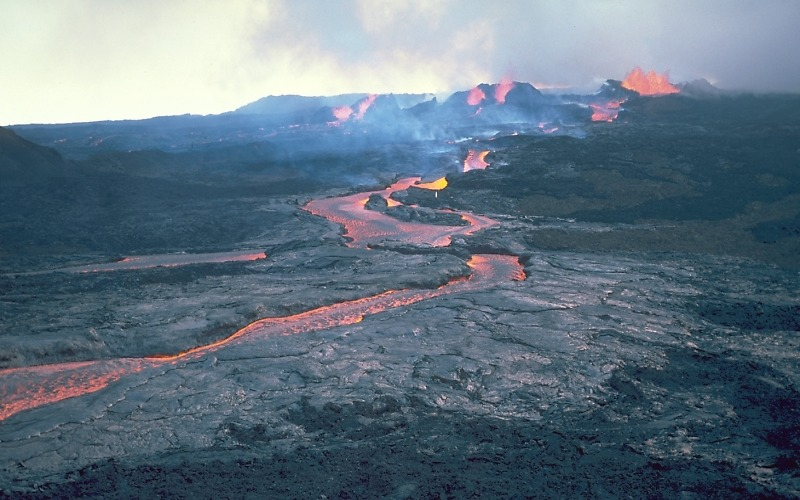
Ausbruch des Mauna Loa auf Hawaii, 1984

Hotspot-Vulkanismus steht nicht unmittelbar mit der Plattentektonik in Zusammenhang und ist nicht an Plattengrenzen gebunden. Stattdessen wird aus Quellen im tieferen Mantel heißes Material in Form sogenannter Manteldiapire oder Plumes in den Oberen Mantel gefördert, wo aus diesem Material basaltische Magmen mit charakteristischer chemischer Zusammensetzung herausschmelzen, die als Ocean Island Basalts (OIBs, „Ozeaninsel-Basalte“) den Meeresgrund bzw. die Erdoberfläche erreichen. Als Paradebeispiel für Hotspot-Vulkanismus gilt die Insel Hawaii, die mitten auf der Pazifischen Platte liegt. Die Hawaii-Inselkette (bis einschließlich Midway und Kure) und ihre untermeerische Fortsetzung, der Emperor-Rücken, sind dadurch entstanden, dass die ozeanische Lithosphäre kontinuierlich über einen Hotspot geglitten ist, dessen Magmen in regelmäßigen Abständen den Ozeanboden durchschlagen haben. Da Hotspots traditionell als ortsfest gelten, wurden aus dem Verlauf solcher Vulkanketten und dem Alter des Lavagesteins ihrer Vulkane die Bewegungsrichtung und die Geschwindigkeit von Lithosphärenplatten rekonstruiert.
Zumindest für den Hawaii-Emperor-Rücken lassen neue Erkenntnisse vermuten, dass es sich dort nicht um einen stationären, sondern um einen beweglichen Hotspot handelt. Wissenschaftler untersuchten paläomagnetische Daten in Basalten mehrerer untermeerischer Berge (englisch: sea mounts), d. h. vormaliger Vulkaninseln, des Hawaii-Emperor-Rückens, die Hinweise auf die geographische Breite liefern, in der die Lava seinerzeit erstarrte („Paläobreite“). Die Ergebnisse der Analyse zeigten, dass mit zunehmendem Alter des Gesteins auch die Paläobreite zunimmt, was nahelegt, dass der Hotspot nicht stationär war, sondern im Laufe der letzten 80 Millionen Jahre eine Eigenbewegung nach Süden vollzogen hat, und zwar mit einer mittleren Geschwindigkeit von 4 cm pro Jahr. Da diese Geschwindigkeiten in der gleichen Größenordnung liegen wie die Plattengeschwindigkeiten (Pazifische Platte aktuell ca. 10 cm pro Jahr), sind mögliche Eigenbewegungen von Hotspots bei Berechnungen der Bewegungsrichtung und der Geschwindigkeit von Lithosphärenplatten anhand von Altersdaten von Hotspotvulkanketten zu berücksichtigen.
Auch unter Island befindet sich ein Hotspot. Dort liegt jedoch der Sonderfall vor, dass der Hotspot-Vulkanismus mit dem Vulkanismus eines Mittelozeanischen Rückens zusammenfällt.

## Ursachen der Plattentektonik und ungelöste Probleme
Während die Realität der Kontinentaldrift unter Geowissenschaftlern kaum noch bezweifelt wird, sind die antreibenden Kräfte im Erdinnern noch aktueller Diskussionsgegenstand (siehe hierzu auch Mantelkonvektion). Zu den wichtigsten Theorien zählen die geodynamische Erklärung über Konvektionsströmungen (einschließlich Mantelplumes) und die auf der Schwerkraft basierenden Theorie der aktiven Lithosphärenplatten. Neben den beiden hier angeführten Theorien gehen einige Studien auch von der Erdrotation als weitere Antriebskomponenten aus. Diese Theorien galten lange Zeit als gegensätzlich, inzwischen werden sie jedoch eher als einander ergänzend angesehen, wobei der Theorie der aktiven Lithosphärenplatten der größte Einfluss als Antriebskraft zugeordnet wird.

### Konvektionsströmungen

Das Prinzip der Plattentektonik (nicht maßstäblich)

Die geodynamische Erklärung geht von langsamen Konvektionsströmen aus, die sich durch den Wärmeübergang zwischen dem heißen Erdkern und dem Erdmantel ergeben. Der Erdmantel wird hierbei von unten aufgeheizt. Die Energie für die Aufheizung des Mantelmaterials könnte nach einer Modellvorstellung noch von der Akkretionsenergie herrühren, die bei der Entstehung der Erde frei wurde. Zum Teil tragen auch radioaktive Zerfallsprozesse zur Aufheizung bei. Die Reibungsenergie der Gezeitenwirkung des Mondes auf den Erdkörper kann wohl vernachlässigt werden. Allerdings bilden Konvektionsströme unter Laborbedingungen, zum Beispiel in erhitzten zähen Flüssigkeiten, sehr hoch strukturierte und symmetrische Formen aus, die z. B. eine Wabenstruktur haben. Dies lässt sich kaum mit der tatsächlich beobachteten Gestalt der geotektonischen Platten und ihren Bewegungen vereinbaren.
Eine andere Theorie geht von nur zwei sich gegenüber liegenden Konvektionszentren aus. Eine heute dominante Zelle läge unter Afrika, was das dortige Vorherrschen von Dehnungsbrüchen und das Fehlen einer Subduktionszone am Rand der Afrikanischen Platte erklären würde. Die andere Konvektionszelle läge auf der Gegenseite des Globus – unter der Pazifischen Platte, die ständig an Größe verliert. Der Pazifik, der interessanterweise keinerlei kontinentale Kruste beinhaltet, ist der Überrest des urzeitlichen Superozeans Panthalassa, der einst Pangaea umschlossen habe. Erst wenn sich im Gebiet des heutigen Pazifiks alle Kontinente wieder zu einem neuen Superkontinent vereinigt hätten, würde sich die Bewegung umkehren (Wilson-Zyklus). Der neue Superkontinent würde wieder auseinanderbrechen, um den neuen Superozean, der sich aus Atlantik, Indischem und Arktischem Ozean gebildet hätte, ein weiteres Mal zu schließen.

### Aktive Lithosphärenplatten
Nach dieser Theorie liegen die Platten nicht nur passiv auf dem Mantel auf, sondern bewegen sich aufgrund ihres Eigengewichts „aktiv“ auf die Subduktionszonen zu. So nehmen die Mächtigkeit und die Dichte einer ozeanischen Lithosphärenplatte stetig zu, während sie sich vom Mittelozeanischen Rücken entfernt und abkühlt, wodurch sie bereits ein wenig in den Mantel einsinkt und dadurch leichter von der Oberplatte überschoben werden kann. Die kalte Platte sinkt durch die höhere Dichte schneller ab als das umliegende Material und manche der beim Abtauchen üblichen Phasenübergänge (insbesondere Olivin zu Wadsleyit) finden aufgrund der niedrigeren Temperaturen früher bzw. in geringeren Tiefen statt als sonst üblich (Clausius-Clapeyron-Kurve), wodurch die Dichte der subduzierten Platte die Dichte des umliegenden Erdmantels übersteigt. Deshalb wird die bei der Subduktion in den Mantel sinkende Platte durch ihr eigenes Gewicht tiefer gezogen, wobei Plattenmaterial im Extremfall bis nahe an den unteren Rand des Erdmantels sinken kann. Die auf die Lithosphärenplatte ausgeübte Kraft wird Plattenzug genannt (engl. slab pull, von pull ‚ziehen‘; slab ‚Platte‘). Eine etwa um den Faktor 10 kleinere Kraft entsteht darüber hinaus an der dem Mittelozeanischen Rücken zugewandten Seite einer Lithosphärenplatte, da die dort aufgewölbte Kruste eine Hangabtriebskraft erfährt, den Rückendruck (engl. ridge push, von ridge ‚Rücken‘ und push ‚drücken‘). Auch auf die gegenüberliegende, nicht in den Mantel sinkende Platte wirkt in einer Subduktionszone eine Kraft, eine Zugspannung. Mit welcher Geschwindigkeit sich eine ozeanische Lithosphärenplatte allerdings tatsächlich bewegt, hängt auch von der Größe der Gegenkräfte ab.

## Rekonstruktion der Plattenbewegungen
Die historische Plattenbewegung kann durch verschiedene Methoden und Bezugssysteme ("references frames") bis zu einer gewissen Genauigkeit rekonstruiert werden.

### Hotspots
Für die junge Vergangenheit wird die Plattenbewegung vor allem über Hotspots eingeschränkt ("hotspot references frames"), jedoch reichen die ältesten Spuren nur bis in die Kreide zurück und auch die Position von Hotspots ist nur über begrenzte Zeiträume ausreichend stabil. Eine Verbesserung der Modellierung kam mit „global moving hotspot reference frames“, welche aufgrund geodynamischer Betrachtungen die Hostpot-Bahnen modellieren, deren Verlauf global anpassen und sie mit relativen Plattenbewegung zu verbinden versuchen, so dass Abschätzungen teilweise bis zu 150 Ma zurückreichen können.

### Paläomagnetismus
Paläomagnetische Daten können verwendet werden, um die Breitengrade (Inklination des Magnetfeldes) und die azimutale Ausrichtung von lithosphärischen Blöcken einzuschränken und damit die Rekonstruktion tektonischer Platten relativ zur Erdmagnetfeldachse für den größten Teil der Erdgeschichte zu erlauben, jedoch können über die Methoden Längengrade nicht eingeschränkt werden. Daher bleibt die absolute Längsposition einer Platte für die Zeitalter vor der Kreidezeit unbekannt.
Um dieses Defizit zu umgehen, wird versucht, die Paläolänge einer Platte abzuschätzen, die sich seit der Pangaea-Zusammensetzung (~320 Ma) scheinbar wenig bewegt hat und deren nachfolgende relative Bewegung daher leicht rekonstruierbar ist (z. B. Afrika). Diese Platte wird dann als fixierter Anker des globalen tektonischen Plattensystems betrachtet und alle Bewegungen werden relativ zu ihr als Bezugssystem rekonstruiert, so dass absolute Breiten- und Längengrade abgeschätzt werden können.

### Hybride
Die meisten Rekonstruktionen erfolgen inzwischen hybrid ("global hybrid mantle reference frame"), so dass Hotspot-Bewegungen, Paläomagnetik und scheinbare Ankerplatten aneinander angepasst werden, um möglichst konsistent absolute Bewegungen zu modellieren. Aber auch hier bleibt das Grundproblem erhalten, dass Hotspots nur bis zur Kreide wirklich gesichert und Ankerplatten nicht über die Entstehung Pangeas hinaus stabil sind, so dass Modellierungen anhand der Paläomagnetik zwar die letzten Milliarden Jahre abdecken können, aber nur grobe relative Abschätzungen erlauben.

## Tektonik auf anderen Himmelskörpern
Auf keinem anderen Planeten oder Mond im Sonnensystem hat sich der Mechanismus der Plattentektonik so umfassend wie auf der Erde entwickelt. Das ist für den kleinen Planeten Merkur und für die großen Monde der Gasplaneten und den Erdmond noch plausibel. Die Lithosphäre dieser relativ zur Erde viel kleineren Himmelskörper ist im Verhältnis zu mächtig, um in Form von Platten mobil sein zu können. Allerdings zeigt die Kruste des Jupitermondes Ganymed Ansätze einer zum Erliegen gekommenen Plattentektonik. Bei der fast erdgroßen Venus ist wiederum schwer zu verstehen, warum eine Plattentektonik trotz starkem Vulkanismus nicht in Gang gekommen sein dürfte. Eine erhebliche Rolle könnte dabei die unterschiedliche thermische Entwicklung der beiden Planeten spielen. Kühle Klimate sind für die Plattentektonik günstig, da sie die Spannungen in der Lithosphäre erhöhen, dadurch die Verhärtung von Plattengrenzen unterdrücken und durch das Vorkommen von flüssigem Wasser die Hydratation damit die statische Schwächung der Lithosphäre fördern. Wasser dient in den Subduktionszonen der Erde bis hinab auf die Kristallgitterebene als reibungsminderndes „Schmiermittel“. Auf der Venus sind flüssiges Wasser und folglich Meere zumindest heute nicht mehr vorhanden.
Der Mars dagegen scheint eine Zwischenstellung zu besitzen. Wasser bzw. Eis ist vorhanden, und man meint, Ansätze einer Plattentektonik erkennen zu können. Die aufgereihten gigantischen Schildvulkane und Grabensysteme, die den halben Planeten umspannen, erinnern in gewisser Weise an das Rifting auf der Erde. Dem steht wiederum das Fehlen von Subduktionszonen gegenüber. Wahrscheinlich reichte die innere Hitzeentwicklung und die daraus folgende Konvektion auf diesem relativ kleinen Planeten nicht aus, um den Mechanismus in Gang zu setzen, oder der Vorgang kam bereits in einer frühen Phase der Planetenentwicklung wieder zum Stillstand.
Ob eine Art Plattentektonik auf anders aufgebauten Himmelskörpern stattfindet, ist nicht bekannt, aber vorstellbar. Als Kandidaten für konvektionsgetriebene weiträumige horizontale Krustenverschiebungen können die Monde Europa und Enceladus gelten. Der knapp erdmondgroße Europa weist einen Eispanzer von etwa 100 km Dicke über einem felsigen Mondkörper auf, der in den unteren Bereichen teilweise oder vollständig aufgeschmolzen sein könnte, so dass der Eispanzer möglicherweise wie Packeis auf einem Ozean schwimmt. Seit 2014 wurden immer mehr Hinweise, welche für auftretende Subduktion sprechen, entdeckt. Der nur etwa 500 km kleine Enceladus wird wahrscheinlich durch Gezeitenkräfte aufgeheizt. Flüssiges Wasser oder durch hohen Druck duktiles Eis könnte bei beiden Himmelskörpern an tiefreichenden Störungen aufsteigen und das spröde Eis der Kruste zur Seite drücken, was wiederum folgen ließe, dass andernorts Kruste verschluckt werden müsste. Die Oberfläche dieser Monde ist jedenfalls geologisch aktiv oder zumindest aktiv gewesen und zeigt Anzeichen dafür, dass dort eine Krustenerneuerung stattfand. Der Vulkanismus auf Io dagegen scheint derartig stark zu sein, dass stabile Krustenbereiche in der Art der Platten erst gar nicht entstanden sind.